# أنتوني أوسوليفان
أنتوني أوسوليفان (بالإنجليزية: Anthony O'Sullivan)‏ هو كاتب سيناريو ومخرج وممثل أمريكي، ولد في 1855 في جمهورية أيرلندا، وتوفي في 5 يوليو 1920 في ذا برونكس في الولايات المتحدة.

## وصلات خارجية
- أنتوني أوسوليفان على موقع IMDb (الإنجليزية)
- أنتوني أوسوليفان على موقع أول موفي (الإنجليزية)
- أنتوني أوسوليفان على موقع قاعدة بيانات الأفلام السويدية (السويدية)
- أنتوني أوسوليفان على موقع قاعدة بيانات الفيلم (الإنجليزية)
- أنتوني أوسوليفان على موقع كينوبويسك (الروسية)